# 林茂達
林茂達（1462年—1547年），字孚可，號翠庭，福建興化府莆田縣烏山人，民籍，明朝政治人物，弘治壬戌進士。殿元林環之姪孫。

## 生平
弘治十一年（1498年）戊午科福建鄉試第十七名。弘治十五年（1502年）壬戌科第三甲第七名進士。授行人，拜監察御史。出按畿甸，擢湖廣副使。轉貴州左參政。尋擢雲南按察使，以繼母憂去職。嘉靖元年（1522年）補四川按察使，歷右布政使，累官四川左布政使，加右副都御史致仕。嘉靖八年（1529年）起復南京大理寺卿，懇疏以辭。享年八十六卒。

## 家族
曾祖父林應鳳；祖父林珪，訓導 贈知州；父林思承，淮安府同知。母黃氏（封宜人）；繼母鄭氏。慈侍下。

## 事跡
嘉靖年间，都宪林茂达，副宪吴希由，逸士林嘉绩，御史林季琼，知县宋元翰，宪副林有年，侍郎郑岳，侍郎林富，寺丞李廷梧等九位退休的莆田籍官員曾組成逸老会，定期聚會，吟詩作對。